# هاياني
الملك هاياني من الملوك الآشوريين القدماء الذين وردت أسماؤهم في قائمة ملوك آشور من الذين عاشوا في فترة تاريخية قديمة عرفت بالعصر البرونزي، وهو أحد الملوك العشرة المعروفين بـ"ملوك الأسلاف"، والذي حكم الآشوريين خلال فترة قريبة من سنة 2000 قبل الميلاد.